# Spitze (Archäologie)
Spitze bezeichnet ein vorzeitliches Werkzeug mit einer oder zwei Spitzen. Es sagt jedoch nichts über das eigentliche Gerät mit vielfältigen näheren Bezeichnungen aus. 
Diese erfolgen zum Beispiel nach:
- Form (Blattspitze)

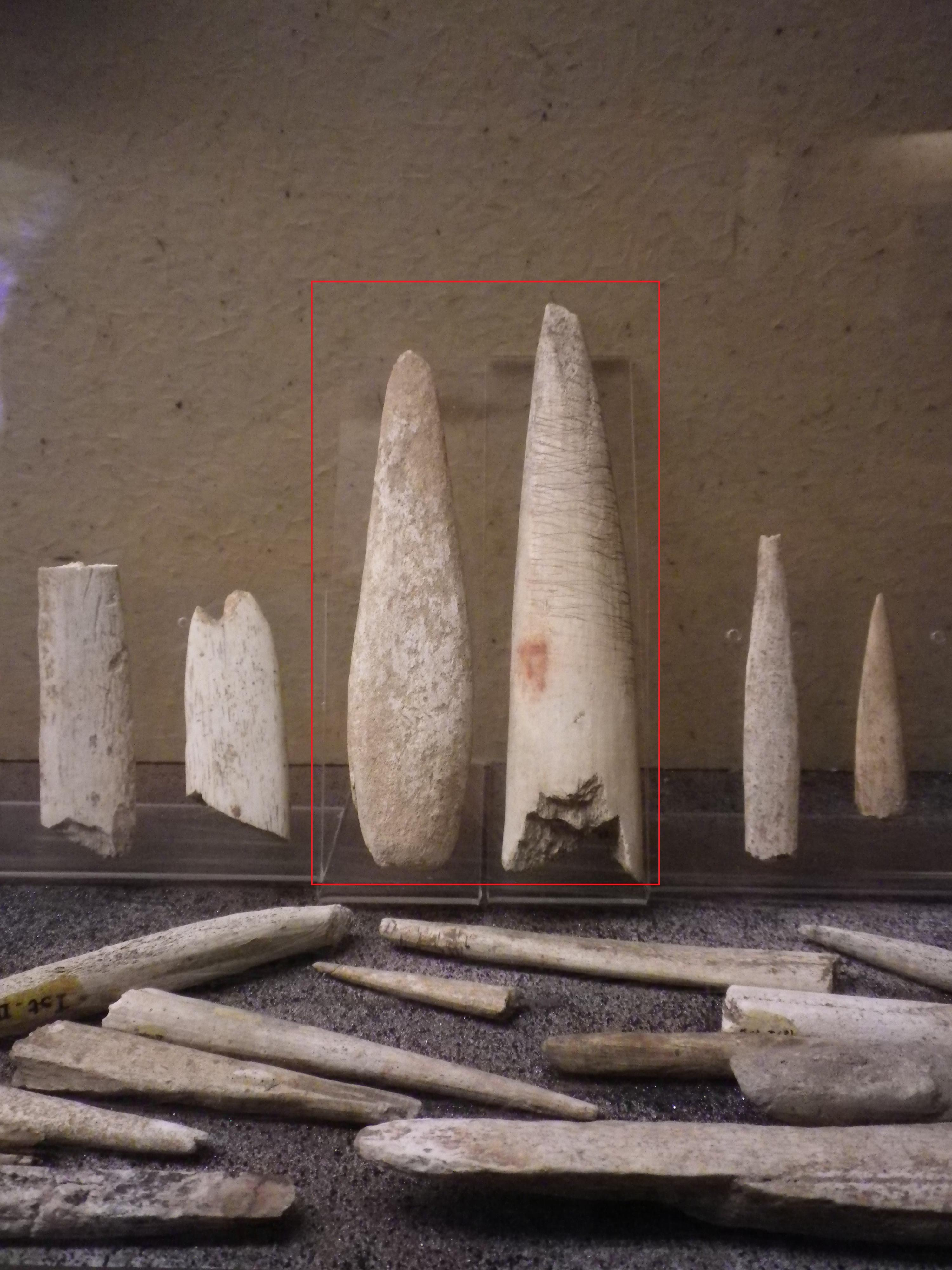
Isturitz-Spitze

- Form und Herstellungsart (Spitzklinge).
- Fundort (Lautscher Spitze, Isturitz-Spitze),
- Herstellungsart (Levalloisspitze),
- Kulturstufe (Gravette-Spitze),
- Material (Feuersteinspitze)
- Verwendung (Projektilspitze),

In diese Kategorie fallen Abri-Audi-Spitzen, Aurignac-Spitzen, Châtelperron-Spitzen, Clovis-Spitzen, Folsom-Spitzen, Font-Rôbert-Spitzen, Handspitzen, Hamburger-Spitzen, Harpunen, Kerbspitzen, Lautscher Spitzen, Lyngbyspitzen, Pfeilspitzen, Stielspitzen und Rückenmesser.

Zur Schäftung siehe: Schäftung (Vor- und Frühgeschichte).